# Герб Новопідкряжа
Герб Новопідкря́жа — один з офіційних символів села Новопідкряж Царичанського району Дніпропетровської області, затверджений у 19 квітня 2007 р. № 101-5/IX рішенням Новопідкрязької сільської ради.

## Опис
Щит перетятий, на верхньому лазуровому полі над пагорбом (кряжем) сходить золоте сонце з променями, на нижньому зеленому полі скаче уліво срібна сарна, під нею - перевитий лазуровою стрічкою вінок золотого пшеничного колосся.

## Значення символів
Кряж у гербі відображає основну ландшафтну особливість села та вказує на його назву. Сонце є символом процвітання села. Сарна є основним елементом печатки Протовчанської паланки Війська Запорозького, на території якого наприкінці XVIII ст. було засноване село. Зелений колір та колосся символізують сільське хліборобство — основне заняття жителів села від дня його заснування.
Автор — А. М. Білокінь.